# Busjön, Hälsingland
Busjön är en sjö i Härjedalens kommun i Hälsingland och ingår i Ljungans huvudavrinningsområde. Sjön har en area på 0,187 kvadratkilometer och ligger 260,1 meter över havet. Sjön avvattnas av vattendraget Fåssjöån (Grytån).

## Delavrinningsområde
Busjön ingår i det delavrinningsområde (689977-146583) som SMHI kallar för Utloppet av Busjön. Medelhöjden är 301 meter över havet och ytan är 6,72 kvadratkilometer. Räknas de 12 avrinningsområdena uppströms in blir den ackumulerade arean 122,57 kvadratkilometer. Fåssjöån (Grytån) som avvattnar avrinningsområdet har biflödesordning 2, vilket innebär att vattnet flödar genom totalt 2 vattendrag innan det når havet efter 175 kilometer. Avrinningsområdet består mestadels av skog (85 procent). Avrinningsområdet har 0,19 kvadratkilometer vattenytor vilket ger det en sjöprocent på 2,9 procent.